# Gymnocalycium poeschlii
Gymnocalycium poeschlii ist eine Pflanzenart in der Gattung Gymnocalycium aus der Familie der Kakteengewächse (Cactaceae). Das Artepitheton ehrt poeschlii den österreichischen Buchbinder und Reprotechniker Josef Pöschl (* 1954).

## Beschreibung
Gymnocalycium poeschlii wächst einzeln mit matt blaugrauen flachen Trieben und erreicht bei Durchmessern von 8 bis 14 Zentimetern Wuchshöhen von 2 bis 3 Zentimeter. Die acht bis zwölf flachen Rippen sind nur bei älteren Pflanzen deutlich in Höcker gegliedert. Ein Mitteldorn ist nicht vorhanden. Die fünf bis sieben ausstrahlenden oder kralligen, rotbraunen Randdornen sind an ihrer Spitze manchmal heller und liegen mehrheitlich an der Trieboberfläche an. Sie sind 0,75 bis 1,3 Zentimeter lang.
Die trichterförmigen lilarosafarbenen bis karminroten Blüten erreichen eine Länge von 4,5 bis 6,5 Zentimeter (selten bis 8 Zentimeter) und weisen einen Durchmesser von 4 bis 7 Zentimeter auf. Die graugrünen, manchmal bereiften Früchte sind keulen- bis spindelförmig. Sie erreichen einen Durchmesser von 1,2 bis 2,2 Zentimeter und sind 2,2 bis 5 Zentimeter lang.

## Verbreitung und Systematik
Gymnocalycium poeschlii ist in der argentinischen Provinz San Luis verbreitet. 
Die Erstbeschreibung erfolgte 1999 durch Gert Josef Albert Neuhuber.

## Nachweise